# Listen To The Music 2
『Listen To The Music 2』（リッスン・トゥ・ザ・ミュージック・ツー）は、槇原敬之通算2作目のカバー・アルバム。2005年9月28日発売。発売元は東芝EMI（現：ユニバーサルミュージック）。

## 解説
1998年発売カバー第一作『Listen To The Music』（1998/10/28）続編。初回生産盤は楽曲解説やインタビュー・ジャケット写真付ディスコグラフィ掲載ブックレット、バインダー・カバー付特殊パッケージ。壁紙等データが付随したCD EXTRA仕様。CDジャケットのイラストは槇原が描いた。
CD帯に記載の通り「生まれかわった時にもまた聴きたい曲!」をテーマに選曲された全12曲と初回生産盤のみボーナス・トラックで「見上げてごらん夜の星を」オーケストラ・ライヴ・ヴァージョン（「NHK平和巡礼2005 広島平和コンサート（2005.8.6）で録音）を収録。
小田和正・中島みゆき・矢野顕子らシンガーソングライターの楽曲を、前作に続き選曲。
前作には収録されなかった洋楽も本作ではカバー対象となった。
「Forget-me-not」は、尾崎豊トリビュート・アルバム『"BLUE" A TRIBUTE TO YUTAKA OZAKI』（2004/03/24）にも収録。
「traveling」はミュージック・ビデオがDVD『僕が一番欲しかったもの〜槇原敬之 未発表ビデオクリップ集〜』（2008/06/04）収録。同曲は2012年発売オムニバス『COVER WHITE 男が女を歌うとき 2 -WISH- 』にも収録。
2006年3月3日にフジテレビ系音楽番組『僕らの音楽2』に出演した際、収録曲の「ヨイトマケの唄」を披露（トーク・ゲストは槇原の希望で美輪明宏が招かれた）。

## 収録曲
編曲：槇原敬之（特記以外）
1. Smile（2:51）
  - 作詞　John Turner・Geoffrey Parsons　作曲　Charlie Chaplin
2. Your Song（4:08）
  - 作詞　Bernie Taupin　作曲　Elton John
3. 野に咲く花のように（4:29）
  - 作詞　杉山政美　作曲　小林亜星
4. traveling（5:07）
  - 作詞・作曲　宇多田ヒカル
5. I Will Be Here For You（3:44）
  - 作詞・作曲　Michael W.Smith・Diane Warren
6. Forget-me-not（4:47）
  - 作詞・作曲：尾崎豊
7. 島育ち〜人の歩く道〜（4:38）
  - 作詞　槇原敬之　作曲　山弦　編曲　小倉博和
8. TIME AFTER TIME（4:48）
  - 作詞・作曲　Cyndi Lauper・Rob Hyman
9. 言葉にできない（5:21）
  - 作詞・作曲　小田和正
10. ヨイトマケの唄（6:15）
  - 作詞・作曲　丸山明宏　編曲　小倉博和　ストリングス・アレンジ　門倉聡
11. ファイト!（6:09）
  - 作詞・作曲　中島みゆき
12. ごはんができたよ（6:20）
  - 作詞・作曲　矢野顕子
13. 見上げてごらん夜の星を（4:11）
  - 作詞　永六輔　作曲　いずみたく　編曲　門倉聡

## 原曲
- Smile - ナット・キング・コールが歌った1955年の楽曲。チャップリンが映画『モダン・タイムス』用に1936年に書いた器楽曲が原曲。
- Your Song - エルトン・ジョンの1970年の楽曲。同名アルバムは、グラミー賞の最優秀アルバム賞と新人賞にノミネート。
- 野に咲く花のように - ダ・カーポの1983年の楽曲。シングル「淋しさは夕立ちのように」B面。CX系『裸の大将放浪記』主題歌。
- traveling - 宇多田ヒカルの2001年の楽曲。2002年のオリコン年間ヒットチャート第2位。NTTドコモ「FOMA」CM曲。
- I Will Be Here For You - マイケルW.スミスの1992年の楽曲。アルバム『Change Your World』（1992/02/01）収録曲。ダイアン・ウォーレンが作曲。
- Forget-me-not - 尾崎豊の1985年の楽曲。アルバム『壊れた扉から』（1985/11/28）収録。映画『LOVE SONG』（2001年公開）主題歌。
- 島育ち〜人の歩く道〜 - 山弦（佐橋佳幸と小倉博和の音楽ユニット）の2004年の楽曲。アルバム『Island Made』（2004/05/21）収録曲。
- TIME AFTER TIME - シンディ・ローパーの1983年の楽曲。アルバム『シーズ・ソー・アンユージュアル』（1983/10/14）収録。デビュー・アルバムからの2枚目のリカット・シングル。
- 言葉にできない - オフコースの1982年の楽曲。アルバム『LOOKING BACK 2』（2001/05/16）で小田和正がセルフカヴァー。
- ヨイトマケの唄 - 美輪明宏の1965年の楽曲。女手ひとつで子を育て働く母の姿を歌っている。
- ファイト！ - 中島みゆきの1983年の楽曲。アルバム『予感』（1983/03/05）収録。1994年に住友生命のCM曲になりシングルカット。
- ごはんができたよ - 矢野顕子の1980年の楽曲。アルバム『ごはんができたよ』（1980/10/01）収録。歌詞が一部、槇原バージョンと異なる。
- 見上げてごらん夜の星を -  伊藤素道とリリオ・リズム・エアーズ の1960年の楽曲。カバーされる機会の多い、日本のスタンダード・ナンバー。